# Team Ukyo/Saison 2014
Dieser Artikel listet Erfolge und Fahrer des Radsportteams Ukyo in der Saison 2014 auf.

## Zugänge – Abgänge
| Zugänge                         | Team 2013          | Abgänge                         | Team 2014                        |
| ------------------------------- | ------------------ | ------------------------------- | -------------------------------- |
| Ricardo García                  | Euskaltel Euskadi  | Takahiro Yamashita              | C Project                        |
| Eiichi Hirai                    | Bridgestone Anchor | Sōma Yonai                      | C Project                        |
| Kazushige Kuboki                | Matrix Powertag    | Antonio Cabello                 | Team Ecuador                     |
| Ryō Minato                      | Neoprofi           | Takayuki Abe                    | Utsunomiya Blitzen               |
| Kōta Sumiyoshi                  | Neoprofi           | Jin Ōkubo                       | Utsunomiya Blitzen               |
| Shun Yamamoto                   | Neoprofi           | Vladimir López                  | Neilpryde-Men's Club Pro Cycling |
| Flavio Valsecchi                | Neoprofi           | Takuto Kurabayashi              | Unbekannt                        |
| Salvador Guardiola (ab 1. Juli) | PinoRoad           | Yoshiaki Shimada                | Unbekannt                        |
| Ido Zilberstein (ab 1. Juli)    | Neoprofi           | Flavio Valsecchi (bis 30. Juni) | Unbekannt                        |

## Mannschaft
| Name                 | Geburtstag         | Nationalität |
| -------------------- | ------------------ | ------------ |
| Yukihiro Doi         | 18. September 1983 | Japan        |
| Ricardo García       | 26. Februar 1988   | Spanien      |
| Salvador Guardiola   | 5. September 1988  | Spanien      |
| Eiichi Hirai         | 18. November 1990  | Japan        |
| Tomoya Kano          | 14. Juli 1973      | Japan        |
| Kazushige Kuboki     | 6. Juni 1989       | Japan        |
| Ryō Minato           | 12. April 1992     | Japan        |
| Kōta Sumiyoshi       | 1. Juli 1991       | Japan        |
| José Vicente Toribio | 22. Dezember 1985  | Spanien      |
| Shun Yamamoto        | 24. Oktober 1992   | Japan        |
| Ido Zilberstein      | 27. August 1993    | Israel       |